# Talbot-Lago T26C
Talbot-Lago T26C je dirkalnik francoske tovarne Talbot-Lago, ki je bil v uporabi med sezonama 1948 in 1951, ko je bilo izdelanih triindvajset primerkov dirkalnika, ki je imel 4,482L motor. 
Prvo zmago z dirkalnikom T26C je dosegel Louis Rosier na manjši dirki za Veliko nagrado Salona v zadnjem delu sezone 1948. Rosier je dosegel tudi prvo zmago dirkalnika na dirki najvišjega tipa Grandes Épreuves za Veliko nagrado Belgije v naslednji sezoni 1949, ko je Louis Chiron dosegel še zmago na dirki tipa Grandes Épreuves za Veliko nagrado Francije, ob tem so trije francoski dirkači dosegli še vsak po eno zmago na manjših dirkah, Philippe Étancelin na dirki za Veliko nagrado Pariza, Guy Mairesse na dirki za Veliko nagrado Frontieresa in Raymond Sommer na dirki za Veliko nagrado Salona. 
V premierni sezoni Svetovnega prvenstva Formule 1 1950 je dominirala Alfa Romeo z dirkalnikom Alfa Romeo 158 in dobila vse dirke sezone, z izjemo dirke Indianapolis 500, Louis Rosier pa se je uspel dvakrat uvrstiti na tretje mesto, na dirkah za Veliko nagrado Švice in Veliko nagrado Belgije, ob tem je dosegel še dve zmagi na neprvenstvenih dirkah za Veliko nagrado Albija in Veliko nagrado Nizozemske, še tretjo zmago pa je dosegel Georges Grignard na dirki za Veliko nagrado Pariza. V 1951 je ponovno Louis Rosier dosegel najboljšo uvrstitev na prvenstvenih dirkah Formule 1 s četrtim mestom na dirki za Veliko nagrado Belgije, ob tem pa še zmagi na neprvenstvenih dirkah za Velika nagrada Bordeauxa in Velika nagrada Nizozemske.